# Chantal Jourdan
Pour les articles homonymes, voir Jourdan.
Chantal Jourdan, née le 2 septembre 1958 à Domfront, est une femme politique française. À la suite de l'élection de Joaquim Pueyo comme maire d'Alençon, elle devient députée de la 1re circonscription de l'Orne le 3 août 2020. Elle est ensuite élue lors des élections législatives de 2022. 

## Biographie
Née à Domfront, Chantal Jourdan est psychologue clinicienne.

### Engagements bénévoles
Elle est secrétaire adjointe chargée de la communication de l'association de valorisation du patrimoine naturel et architectural "Le champ du possible", et aussi membre du conseil d'administration de l'association d'accueil de réfugiés en Domfrontais et La Ferté-Macé (AReDF).

## Parcours politique
Chantal Jourdan est membre du Parti socialiste.

### Au niveau local et départemental
En 2008, elle est élue maire de Champsecret. La liste qu'elle pilote aux municipales de 2014 est battue,,, elle siège alors dans l'opposition. En 2020, elle est réélue au conseil municipal de Champsecret au sein de la liste victorieuse et siège comme simple conseillère.
Lors des cantonales de 2011, elle est candidate dans le canton de Domfront, mais elle n'est pas élue. Elle est à nouveau candidate dans le canton de Domfront,,, lors des départementales de 2015, mais elle n'est pas élue.

### Au niveau national
Chantal Jourdan était  la suppléante de Joaquim Pueyo de 2007 à 2020, et dont elle est sa collaboratrice parlementaire de 2014 à 2020. À la suite de l'élection de Joaquim Pueyo comme maire d'Alençon, elle devient députée de la 1re circonscription de l'Orne le 3 août 2020,,.
En 2022, elle brigue un second mandat de députée « dans le cadre des accords des partis de gauche », c'est-à-dire au sein de la Nouvelle Union populaire écologique et sociale (NUPES). Elle est réélue à l'issue de ce scrutin avec 50,20 % des suffrages face à sa concurrente La République en marche - Ensemble Marie-Annick Duhard.
Elle fait partie du groupe socialiste, et siège à la commission du développement durable et de l'aménagement du territoire.

## Synthèse des résultats électoraux

### Élections législatives
| Année | Parti  | Parti | Circonscription | 1er tour | 1er tour | 1er tour | 2d tour | 2d tour | 2d tour | Issue             |
| Année | Parti  | Parti | Circonscription | Voix     | %        | Rang     | Voix    | %       | Rang    | Issue             |
| ----- | ------ | ----- | --------------- | -------- | -------- | -------- | ------- | ------- | ------- | ----------------- |
| 2017  |        | PS    | 1re de l'Orne   | 10 441   | 30,31    | 1re      | 15 192  | 52,50   | 1re     | Élue (suppléante) |
| 2022  | 8 448  | PS    | 1re de l'Orne   | 25,85    | 14 776   | 1re      | 50,20   | Élue    | 1re     |                   |
| 2024  | 12 264 | PS    | 1re de l'Orne   | 27,33    | 2e       | 22 804   | 53,89   | Élue    | 1re     |                   |

### Élections départementales
| Année | Parti | Parti | Canton   | Binôme        | 1er tour | 1er tour | 1er tour | 2d tour | 2d tour | 2d tour | Issue  |
| Année | Parti | Parti | Canton   | Binôme        | Voix     | %        | Rang     | Voix    | %       | Rang    | Issue  |
| ----- | ----- | ----- | -------- | ------------- | -------- | -------- | -------- | ------- | ------- | ------- | ------ |
| 2015  |       | UG    | Domfront | Michel Lhomer | 1 170    | 18,55    | 3e       |         |         |         | Battue |

### Élections cantonales
| Année | Parti | Parti | Canton   | 1er tour | 1er tour | 1er tour | 2d tour | 2d tour | 2d tour | Issue  |
| Année | Parti | Parti | Canton   | Voix     | %        | Rang     | Voix    | %       | Rang    | Issue  |
| ----- | ----- | ----- | -------- | -------- | -------- | -------- | ------- | ------- | ------- | ------ |
| 2011  |       | PS    | Domfront | 1 274    | 34,57    | 2e       | 1 610   | 44,28   | 2de     | Battue |